# Flinton
Flinton är en by i civil parish Humbleton, i distriktet East Riding of Yorkshire, i grevskapet East Riding of Yorkshire, i England. Byn är belägen 8 km från Hedon. Flinton var en civil parish 1866–1935 när blev den en del av Humbleton. Civil parish hade 93 invånare år 1931. Byn nämndes i Domedagsboken (Domesday Book) år 1086, och kallades då Flentun/Flintone.